# Reuville
Reuville é uma comuna francesa na região administrativa da Normandia, no departamento de Sena Marítimo. Estende-se por uma área de 4,32 km². Em 2010 a comuna tinha 131 habitantes (densidade: 30,3 hab./km²).